# Better in Time
Singles de Leona Lewis
Bleeding Love Forgive Me
Better in Time est le 2e single de la chanteuse britannique Leona Lewis issu de son 1er album Spirit sorti en mars 2008. C'est le 3e single de toute la carrière de Leona. La musique et le texte de cette chanson sont de Andrea Martin (en), Leona Lewis et de Jonathan Rotem. Le producteur est J.R. Rotem.
Le single aurait été vendu à presque six millions d'exemplaires dans le monde.
Cette chanson peut être entendue dans le dernier épisode de la deuxième saison de Pretty Little Liars'

## Vidéo musicale et promotion
Le clip a été filmé à l'école Hampton Court House de Londres par la réalisatrice britannique Sophie Muller en février 2008, et est sorti à la fin du même mois. La vidéo s'inspire du design de mode, avec Lewis se produisant devant des « installations photographiques sans rapport », et montre ce qui se passe dans les coulisses. Dans certaines parties de la vidéo, Lewis est montré avec un cheval.
Lewis a interprété la chanson pour la première fois en direct dans l'émission télévisée « Dancing on Ice » le 9 mars 2008. Lewis a également interprété les deux faces du single dans l'émission Sport Relief de BBC One le 14 mars 2008, Good Morning America le 4 avril 2008, et dans l'émission Jimmy Kimmel Live! avec "Bleeding Love". Le 3 septembre 2008, Lewis a interprété la chanson dans « Live with Regis and Kelly », et le 1er octobre 2008 lors de la finale de la saison de America's Got Talent. La chanson a été présentée dans l'épisode 90210 « Lucky Strike », diffusé à l'origine le 9 septembre 2008. Le 24 novembre 2008, Lewis a interprété la chanson aux 2008 American Music Awards. En mai 2010, la chanson a été ajoutée à la setlist de sa tournée The Labyrinth, interprétée comme quatrième chanson du spectacle. "Better in Time" a été inclus dans l'album live de la tournée et le Blu-ray The Labyrinth Tour Live from The O2, sorti le 29 novembre 2010. En 2011, Lewis a interprété une version reggae de la chanson au segment Live Lounge de BBC Radio 1, où elle a mashed up
le single avec "Man Down", une chanson de Rihanna. C'est également l'une des trente-huit chansons incluses dans l'album caritatif « Songs for Japan », un album de compilation sorti en réponse aux conséquences du séisme et tsunami de 2011 à Tōhoku, Japon, sorti le 25 mars 2011. « Better in Time » a été utilisé dans la série télévisée américaine Pretty Little Liars, pour la finale de deuxième saison « unmAsked », dans la scène du bal masqué. 2013, Lewis a interprété la chanson avec "Man Down" lors de sa tournée Glassheart Tour.